# 1. Fußartillerie-Brigade (Deutsches Kaiserreich)
Die 1. Fußartillerie-Brigade  war ein Großverband der Preußischen Armee.
In den Europäischen Armeen wurden zu Beginn des 18. Jahrhunderts Artillerie-Einheiten gebildet, neben der reitenden Artillerie die Fußartillerie, die sich dadurch auszeichnete, dass die Bedienungsmannschaften zu Fuß unterwegs waren.

## Geschichte
Die 1. Fußartillerie-Brigade wurde am 11. September 1873  in Berlin aufgestellt, zum 1. April 1887 aufgelöst und am 30. März 1895 wieder errichtet. Mit Kriegsbeginn 1914 erhielt sie die Bezeichnung Fußartillerie-Brigade-Kommando Nr. 1 und wurde zum 17. September 1915 zum General der Fußartillerie Nr. 7.
Im Rahmen der Umstrukturierung der Artillerie wurde sie zum 16. Februar 1917 Artillerie-Kommandeur Nr. 125 (Arko 125). 

### Übergeordnete Einheiten
- bis 1914

Generalinspektion der Fußartillerie, nach der Umstrukturierung der Artillerie 1887 aus der Generalinspektion der Artillerie gebildet
- 1., Fußartillerie-Inspektion in Berlin
- ab Kriegsbeginn 1914
- 2. August 1914 bis 16. September 1915 4. Armee
- 17. September 1915 bis 15. Februar 1917 10. Armee
- 16. Februar 1917 bis 11. Oktober 1918 33. Reserve-Division
- 12. Oktober 1918 bis Kriegsende 3. Division

### Gliederung/Untergeordnete Einheiten
- 1874

Garde-Fußartillerie-Regiment, Niederschlesisches Fußartillerie-Regiment Nr. 5, Schlesisches Fußartillerie-Regiment Nr. 6
- 1914

Wie oben, zusätzlich Fußartillerie-Regiment von Hindersin (1. Pommersches) Nr. 2
- Kriegsgliederung am 23. Januar 1918

Reserve-Feldartillerie-Regiment Nr. 33
- Kriegsgliederung am 18. Oktober 1918

Feldartillerie-Regiment Nr. 2

### Erster Weltkrieg
Die Brigade kam mit Kriegsbeginn im Verband der 4. Armee  an der Westfront zum Einsatz, wurde zur Verstärkung an die  Ostfront verlegt, wo sie bis zu ihrer Rückkehr in den Westen Februar 1917 kämpfte. Hier war sie bis zum Ende des Krieges eingesetzt, räumte die besetzten Gebiete  und kehrte in die Heimatgarnisonen zurück.
Zu den Kampfhandlungen, Gefechten und Schlachten siehe Kampfgeschehen der 4. Armee, Kampfgeschehen der 10. Armee, Kampfgeschehen der 33. Reserve-Division und Kampfgeschehen der 3. Division.

### Brigadekommandeure
| Name                             | Datum                                  |
| -------------------------------- | -------------------------------------- |
| Gustav Karl Wilhelm Weigelt      | 11. September 1873 bis 5. Mai 1876     |
| Gustav von Sasse                 | 6. Mai 1876 bis 23. Juli 1879          |
| Wilhelm Hugo Schmeltzer          | 24. Juli 1879 bis 13. Oktober 1884     |
| Arved von Teichman und Logischen | 14. Oktober 1884 bis 29. März 1895     |
| Rudolf von Kettler               | 30. März 1895 bis 19. Mai 1897         |
| August Beß                       | 20. Mai 1897 bis 17. März 1899         |
| Albert Berlage                   | 18. März 1899 bis 21. März 1902        |
| Emanuel Lipinski                 | 22. März 1902 bis 9. April 1906        |
| Conrad Nausester                 | 10. April 1906 bis 13. April 1907      |
| Maximilian Behrens               | 14. April 1907 bis 26. Januar 1908     |
| Wilhelm Ludwig Wehmeyer          | 27. Januar 1908 bis 26. Januar 1911    |
| Friedrich Borckenhagen           | 27. Januar 1911 bis 30. September 1912 |
| Leo Limbourg                     | 1. Oktober 1912 bis 15. September 1914 |
| Friedrich Stüve                  | 16. September 1914 bis 20. Januar 1918 |
| Oberst Forke                     | 21. Januar 1918 bis Kriegsende         |